# 过错责任
過錯責任（德語：Verschuldenshaftung）是大陸法系民法中最為一般的侵權責任，是指行為人造成他人損害時，因具有故意或過失的過錯，而須承擔的責任。